# Депортация немцев из Румынии в СССР
Депортация немцев из Румынии в СССР — депортация немецкого населения Румынии в СССР в начале 1945 года, затронула около 70 000 румынских немцев. По меньшей мере 3000 депортированных умерли до освобождения. Депортация была частью советского плана по выплате немецких военных репараций в виде принудительных работ. Большинство выживших вернулись в Румынию в период с конца 1945 по 1952 год, а меньшая часть поселилась в различных частях Германии.

## Немцы в Румынии

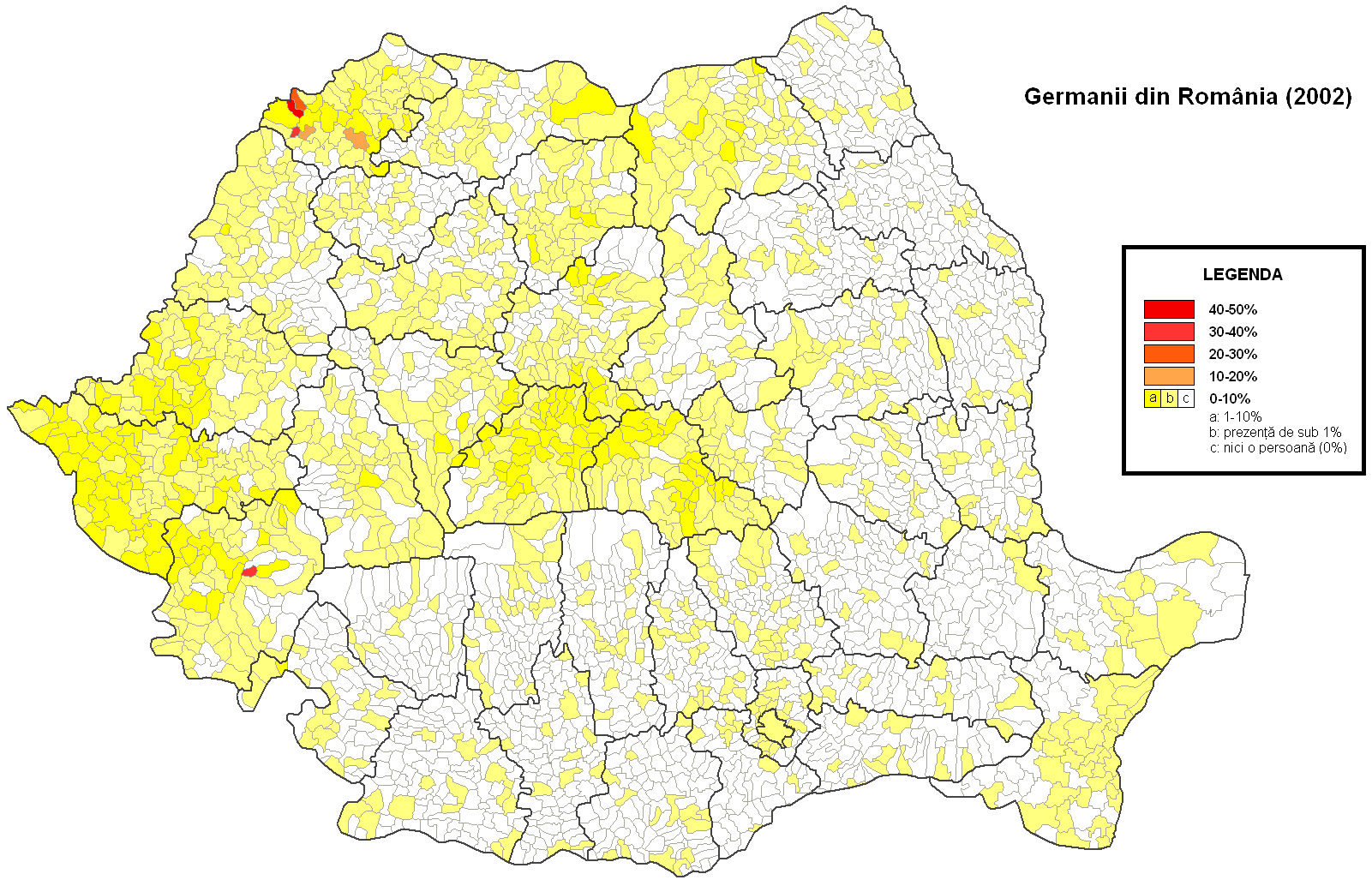
Карта немцев в Румынии

Флаг румынских немцев

Немецкоязычное население прибывало на территорию современной Румынии различными волнами или этапами заселения, первоначально в Высокое Средневековье, сначала в южную и северо-восточную Трансильванию, а затем в Новое время в другие земли под властью Габсбургов, такие как Банат или Буковина.
Среди групп румынских немцев выделяют:
- Трансильванские саксы — самая большая субэтническая группа немцев Румынии
- Дунайские швабы
  - Швабы Сату-Маре
  - Банатские швабы
- Трансильванские ландлеры
- Ципзерские немцы
- Валашские немцы
  - Добруджанские немцы
- Буковинские немцы
- Бессарабские немцы

## Различные планы переселения немецкого населения
Планы переселения немецкого населения из Румынии в Германию существовали по крайней мере с 1939 года, но были отменены во время Второй мировой войны. Эта идея вновь возникла по предложению германского правительства после того, как Румыния, в результате переворота Михая I покинула страны Оси и присоединилась к союзникам. Предложение было положительно воспринято министром иностранных дел Румынии Григоре Никулеску Бузешти и правительством Сэнэтеску, единственной оппозицией выступили представители коммунистической партии. Это предложение было выдвинуто на утверждение СССР во время переговоров о перемирии в Москве, но было категорически отвергнуто, так как власти СССР опасались, что такая передача послужит только укреплению вермахта.
Румынские власти, однако, продолжали изучать возможность массовой высылки и подготовили законопроект, который оставил бы большое количество немцев без румынского гражданства.

## Приказ о депортации
После вступления советских войск на территории Румынии, Югославии, Венгрии, Болгарии и Чехословакии 16 декабря 1944 года Государственный комитет обороны издал постановление № 7161cc, которым предписывалось мобилизовать и интернировать с направлением для работы в СССР всех проживавших на территории этих стран трудоспособных немцев в возрасте — мужчин от 17 до 45 лет, женщин — от 18 до 30 лет, независимо от их гражданства. На основании этого постановления в СССР было вывезено 112 480 человек (61 375 мужчин и 51 105 женщин).
6 января 1945 года советские представители отдали властям Румынии приказ о депортации в СССР, который распространялся на всех немецких мужчин в возрасте от 17 до 45 лет и женщин в возрасте от 18 до 30 лет. Были исключены только беременные женщины, женщины с детьми до года и нетрудоспособные лица.

## Статистика
Статистические данные о высылке трансильванских саксов показывают, что в Советский Союз было депортировано до 30 336 человек, что составляет около 15% немецкого населения Трансильвании (по данным на 1941 год).  12% выдворенных не достигли возрастных ограничений, предусмотренных в приказе о депортации; 90% изгнанных оказались в УССР (районы Днепропетровска, Сталино и Ворошиловграда), остальные — на Урале.
Депортированные были размещены в 85 лагерях. Треть работала на шахтах, четверть — на стройке, остальные – в промышленности, сельском хозяйстве или лагерной администрации. Очень немногим была предоставлена работа по специальности.
Первые непригодные для работы высланные были возвращены в Трансильванию в конце 1945 года. В период с 1946 по 1947 год около 5100 саксов были доставлены специальными транспортами для больных во Франкфурт-на-Одере, город в то время находившийся в советской оккупационной зоне Германии.
3076 депортированных умерли во время пребывания в СССР, из них три четверти были мужчинами. Когда они были освобождены, четверть депортированных была отправлена в Германию, из которых только седьмая вернулась в Трансильванию.
Наибольшее число смертей произошло в 1947 году. Начиная с 1948 года, ситуация улучшилась, и число больных и умерших резко сократилось.
В 1948 году из лагерей начали освобождать трудоспособных (49% из них), так что в октябре 1949 года лагеря были закрыты. Последняя треть изгнанных вернулась в Трансильванию. Из тех, кто был вывезен в советскую оккупационную зону, около половины получили разрешение на возвращение на родину. Остальные переехали в другие места (в основном в Западную Германию), но некоторые остались в Восточной Германии.
В период с 1950 по 1952 год 202 депортированным было разрешено вернуться на родину. Согласно советским документам, семеро высланных предпочли остаться в СССР.